# Gert Zeising
Gert Otto Zeising (* 1936 in Leipzig) ist ein deutscher Jurist, der bis zu seiner Pensionierung als Richter arbeitete. Seit Ende der 1970er Jahre war er auch als Grafikdesigner, Papierplastiker, Buchillustrator und schriftstellerisch tätig.

## Leben
Gert Zeising besuchte ab 1949 das Kassler Realgymnasium Wesertor bis zur Mittleren Reife. Von 1952 bis 1955 absolvierte er eine Lehre als Großhandelskaufmann. Von 1955 bis 1958 studierte er an der Werkkunstschule Kassel und war danach Meisterschüler und Assistent des Direktors Jupp Ernst. Gleichzeitig besuchte er die Abendschule des Goethe-Gymnasiums in Kassel, wo er 1959 Abitur machte. Im Anschluss studierte Zeising Rechtswissenschaften und Kunstgeschichte in Marburg und Göttingen. 1961 legte er staatliche Abschlussprüfung als Grafik-Designer ab. 1967 promovierte er zum Dr. jur. mit der Dissertation Die Bekämpfung unzüchtiger Gedanken-äußerungen seit der Aufklärung. 1968, nach dem Zweiten juristischen Staatsexamen, war Zeising ein Berufsleben lang Richter am Landgericht Frankfurt am Main überwiegend in der Kammer für Wettbewerbs-, Urheber- und Patentrecht tätig.
1970 zeigte das Klingspormuseum Offenbach die erste Zeising-Einzelausstellung. Zahlreiche weitere folgten, so 1977 Stiftung Buchkunst in der Deutschen Bibliothek Frankfurt am Main, 2003 im Grassi Museum Leipzig, 2006 im Museum Otto Schäfer Schweinfurt. Texte Zeisings erschienen in der Frankfurter Rundschau, der Zeitschrift für Semiotik und in Zeitensprünge. Seine künstlerischen Arbeiten und wissenschaftliche Schriften veröffentlichte die Amorhofer Nische. Über Zeising informiert das Archiv des Germanischen Nationalmuseums Nürnberg.
Li und Gert Zeising sind seit 1961 verheiratet und leben in Frankfurt am Main und in Amorbach.